# Radio 1's Live Lounge 2
Radio 1's Live Lounge: Volume 2 è una raccolta di tracce ascoltate sullo show di Jo Whiley di BBC Radio 1. L'album fu pubblicato il 22 ottobre 2007.

## Tracce

### Disco 1
1. Foo Fighters - "Times Like These"
2. Amy Winehouse - "Valerie" (originaria dei The Zutons)
3. Biffy Clyro - "Umbrella" (originaria di Rihanna)
4. Nelly Furtado - "Maneater"
5. The Fratellis - "Chelsea Dagger"
6. KT Tunstall - "The Prayer" (originaria dei Bloc Party)
7. Mark Ronson feat. Daniel Merriweather - "Stop Me" (originaria dei The Smiths)
8. Klaxons - "Golden Skans"
9. Bloc Party - "Say It Right" (originaria di Nelly Furtado)
10. Kings of Leon - "Fans"
11. Editors - "An End Has A Start"
12. Reverend and the Makers - "Heavyweight Champion of the World"
13. José González - "Heartbeats" (originaria dei The Knife)
14. Calvin Harris - "The Girls"
15. The Holloways - "Generator"
16. The Pigeon Detectives - "Girlfriend" (originaria di Avril Lavigne)
17. Avril Lavigne - "The Scientist" (originaria dei Coldplay)
18. The Gossip - "Standing in the Way of Control"
19. Paolo Nutini - "Rehab" (originaria di Amy Winehouse)
20. Robyn - "With Every Heartbeat"

### Disco 2
1. Arctic Monkeys - "You Know I'm No Good" (originaria di Amy Winehouse)
2. Mika - "Grace Kelly"
3. James Morrison - "You Give Me Something"
4. Thirty Seconds to Mars - "Stronger" (originaria di Kanye West)
5. Keane - "Dirrty licious" (originaria di Christina Aguilera/Destiny's Child)
6. Corinne Bailey Rae -  "Sexyback" (originaria di Justin Timberlake)
7. Jack Peñate - "Second, Minute or Hour"
8. The Fray - "Hips Don't Lie" (originaria di Shakira)
9. Maroon 5 - "Makes Me Wonder"
10. The View - "Same Jeans"
11. The Enemy - "Hung Up" (originaria di Madonna)
12. Kasabian - "Empire"
13. The Zutons - "Valerie"
14. Damien Rice - "Cannonball"
15. Maxïmo Park - "I'm Gonna Be (500 Miles)" (originaria dei The Proclaimers)
16. Dizzee Rascal - "Fix Up, Look Sharp"
17. The Streets - "Never Went to Church"
18. Elbow - "Forget Myself"
19. Natasha Bedingfield - "Chasing Cars" (originaria dei Snow Patrol)
20. Coldplay - "Yellow"